# Anneau quasi-Frobenius
Pour les articles homonymes, voir Anneau et Frobenius.
 (janvier 2020).
Si vous disposez d'ouvrages ou d'articles de référence ou si vous connaissez des sites web de qualité traitant du thème abordé ici, merci de compléter l'article en donnant les références utiles à sa vérifiabilité et en les liant à la section « Notes et références ».
Un anneau {\displaystyle A} est appelé quasi-Frobenius ou quasi-frobéniusien s'il est artinien et si le dual d'un {\displaystyle A}-module à gauche (resp. à droite) simple est un {\displaystyle A}-module à droite (resp. à gauche) simple.